# Shpongle
Shpongle è il progetto artistico di Simon Posford e Raja Ram, uno dei punti di riferimento nel panorama della musica elettronica e della musica d'ambiente in particolare.
Tipiche del gruppo sono le sonorità profondamente influenzate dalla world music ed indiana in particolare, unite a suoni elettronici tipici della musica trance. Il duo si è messo in evidenza anche per la forte propensione alla sperimentazione ritmica, come nel caso di Electroplasm (prima traccia di Ineffable Mysteries from Shpongleland), interamente composta in 7/4. L'intenzione delle tracce degli Shpongle è quella di accompagnare l'ascoltatore in un viaggio attraverso i suoni, in cerca dell'illuminazione e della verità, intenzione chiaramente dichiarata in Divine Moments of Truth (dall'album Are You Shpongled?).

## Discografia

### Album in studio
- 1998 – Are You Shpongled?
- 2001 – Tales of the Inexpressible
- 2005 – Nothing Lasts...But Nothing Is Lost
- 2010 – Ineffable Mysteries from Shpongleland
- 2013 – Museum of Consciousness
- 2017 - Codex 6

### Album di remix
- 2003 – Remixed

### Raccolte
- 2008 – Unreleased Remixes

### Extended play
- 2001 – The Crystal Skulls EP (con GMS & 1300 Mics)

### Singoli
- 2000 – Divine Moments of Truth
- 2004 – Dorset Perception/Beija Flor
- 2010 – Invisible Man in a Fluorescent Suit/Nothing Is Something Worth Doing
- 2011 – The God Particle

## Videografia

### Album video
- 2008 – Live in Concert at The Roundhouse London 2008
- 2015 – Live in London
- 2015 – Live at Red Rocks